# Life Without Warning
Life Without Warning es un DVD en directo de Green Day, lanzado en 2007. Contiene imágenes de dos conciertos: Uno en Estados Unidos y otro en el Reino Unido

## Lista de canciones
1. "Intro Movie"
2. "Minority"
3. "Church On Sunday"
4. "Hitchin A Ride"
5. "Geek Stink Breath"
6. "Longview"
7. "Welcome To Paradise"
8. "Dancing With Myself" (Cover de Billy Idol)
9. "Blitzkrieg Bop" (Cover de Ramones)
10. "Basket Case"
11. "She"
12. "Waiting"
13. "When I Come Around"
14. "Going To Pasalacqua"
15. "Nice Guys Finish Last"
16. "Hitchin A Ride"
17. "When I Come Around"
18. "Good Riddance (Time Of Your Life)"

- Datos: Q5494647